# Live in Yokohama
«Live in Yokohama» — це відео-запис концерту гурту «Toto», який відбувся у концертному залі "Pacifico" японського міста Йокогама, навесні 1999 року. 
Було заплановано видати цей запис на DVD, як відео-версію до концертного альбому Livefields. Але через те, що контракт з «Columbia Records» добігав свого кінця, цей матеріал так і не побачив світ.
Наразі «Live in Yokohama» існує лише як відео-концерт для телебачення.

## Композиції
1. Caught In The Balance
2. Tale Of A Man
3. I Will Remember
4. Rosanna
5. Guitar Solo
6. Mad About You
7. Million Miles Away  [Архівовано 12 жовтня 2016 у Wayback Machine.]
8. Drum Solo  [Архівовано 8 жовтня 2016 у Wayback Machine.]
9. Better World  [Архівовано 12 жовтня 2016 у Wayback Machine.]
10. I Won't Hold You Back
11. Cruel
12. Africa
13. Keyboard Solo
14. White Sister
15. Child's Anthem
16. Girl Goodbye
17. Band Introduction
18. Hold The Line

## Над альбомом працювали

### Toto
- Боббі Кімбелл: вокал
- Стів Лукатер: гітари, вокал
- Девід Пейч: клавішні, бек-вокал, вокал
- Майк Поркаро: бас-гітара
- Саймон Філліпс: барабани

Бек-вокалісти
- Тоні Спіннер - бек-вокал, гітара
- Джон Джессел - бек-вокал
- Бадді Хаят - бек-вокал, перкуссія